# Gohor
Gohor è un comune della Romania di 3 739 abitanti, ubicato nel distretto di Galați, nella regione storica della Moldavia.
Il comune è formato dall'unione di 5 villaggi: Gara Berheci, Gohor, Ireasca, Nărtești, Poșta.